# Ljubečna
Ljubečna je naselje u slovenskoj Općini Celju. Ljubečna se nalazi u pokrajini Štajerskoj i statističkoj regiji Savinjskoj. 

## Stanovništvo
Prema popisu stanovništva iz 2002. godine naselje je imalo 940 stanovnika.